# Tāyāb
Tāyāb (persiska: تایاب) är en ort i Iran.   Den ligger i provinsen Lorestan, i den västra delen av landet, 400 km sydväst om huvudstaden Teheran. Tāyāb ligger 1 063 meter över havet och antalet invånare är 108.
Terrängen runt Tāyāb är varierad. Runt Tāyāb är det ganska tätbefolkat, med 72 invånare per kvadratkilometer. Närmaste större samhälle är Vasīān, 7,2 km väster om Tāyāb. Omgivningarna runt Tāyāb är i huvudsak ett öppet busklandskap.